# Metazaleptus palpalis
Metazaleptus palpalis is een hooiwagen uit de familie Sclerosomatidae.